# Campeonato Brasileiro de Futebol Feminino de 2020
O Campeonato Brasileiro Feminino de 2020 foi a oitava edição desta competição futebolística de modalidade feminina organizada pela Confederação Brasileira de Futebol (CBF). Originalmente, o torneio estava programado para ocorrer entre os meses de fevereiro e setembro. No entanto, os eventos futebolísticos foram suspensos na primeira quinzena de março por causa da pandemia de COVID-19 no país. Por conseguinte, o torneio foi suspenso durante a quinta rodada, retornando em 26 de agosto do mesmo ano.
O título desta edição ficou com o Corinthians, que se classificou na primeira posição e prosseguiu na fase eliminatória superando Grêmio, Palmeiras e Kindermann. Foi o segundo título do clube na história da competição. O campeão e o vice-campeão garantiram as vagas para a Copa Libertadores de 2021.
O rebaixamento para a Série A2 começou a ser definido na décima segunda rodada, quando Ponte Preta e Vitória tiveram seus descensos matematicamente confirmados.
 O clube baiano, inclusive, encerrou a competição sem sequer pontuar. O rebaixamento do Audax ocorreu na rodada seguinte, enquanto o Iranduba ficou com a última vaga do descenso.

## Formato e regulamento
O campeonato seguiu a fórmula do ano anterior, sendo disputado em quatro fases: na primeira fase os 16 clubes jogaram no modelo de pontos corridos, em turno único. Os oito primeiros se classificaram para as quartas-de-final e os quatro últimos foram rebaixados para a Série A2. Nas quartas-de-final, os clubes se enfrentaram no sistema eliminatório (“mata-mata”) classificando-se o vencedor de cada grupo. Na semifinal, os clubes se também se enfrentaram no sistema eliminatório classificando-se o vencedor de cada grupo para a final, onde, por fim, os dois clubes se enfrentaram também no sistema eliminatório para definir o campeão.
1. Primeira fase: 16 clubes jogam todos contra todos em turno único
2. Segunda Fase: Jogos de ida e volta em sistema eliminatório

### Critérios de desempate
Em caso de empate de pontos entre dois clubes, os critérios de desempate são aplicados na seguinte ordem:
1. Número de vitórias
2. Saldo de gols
3. Gols marcados
4. Número de cartões vermelhos
5. Número de cartões amarelos
6. Sorteio

## Participantes
| Equipe         | Cidade              | Estado            | Em 2019       | Estádio (mando)    | Capacidade | Títulos        |
| -------------- | ------------------- | ----------------- | ------------- | ------------------ | ---------- | -------------- |
| Audax          | Osasco              | São Paulo         | 7º            | José Liberatti     | 17 780     | 0 (não possui) |
| Corinthians    | São Paulo           | São Paulo         | 2º            | Pq. São Jorge      | 16.000     | 1 (2018)       |
| Cruzeiro       | Belo Horizonte      | Minas Gerais      | 2º (Série A2) | Alterosas          | 2 000      | 0 (não possui) |
| Ferroviária    | Araraquara          | São Paulo         | 1º            | Fonte Luminosa     | 20 950     | 2 (2014, 2019) |
| Flamengo       | Rio de Janeiro      | Rio de Janeiro    | 4º            | Gávea              | 4 000      | 1 (2016)       |
| Grêmio         | Porto Alegre        | Rio Grande do Sul | 4º (Série A2) | Vieirão            | 4 700      | 0 (não possui) |
| Iranduba       | Iranduba            | Amazonas          | 10º           | Arena da Amazônia  | 45 351     | 0 (não possui) |
| Internacional  | Porto Alegre        | Rio Grande do Sul | 6º            | SESC Campestre     | 2 800      | 0 (não possui) |
| Kindermann     | Caçador             | Santa Catarina    | 3º            | Carlos A. C. Neves | 6 500      | 0 (não possui) |
| Minas Brasília | Brasília            | Distrito Federal  | 11º           | Bezerrão           | 20 310     | 0 (não possui) |
| Palmeiras      | São Paulo           | São Paulo         | 3º (Série A2) | Nelo Bracalente    | 4 200      | 0 (não possui) |
| Ponte Preta    | Campinas            | São Paulo         | 12º           | Moisés Lucarelli   | 17 728     | 0 (não possui) |
| Santos         | Santos              | São Paulo         | 5º            | Vila Belmiro       | 16 068     | 1 (2017)       |
| São José       | São José dos Campos | São Paulo         | 8º            | Martins Pereira    | 16 500     | 0 (não possui) |
| São Paulo      | São Paulo           | São Paulo         | 1º (Série A2) | Marcelo Portugal   | 1 500      | 0 (não possui) |
| Vitória        | Salvador            | Bahia             | 9º            | Barradão           | 30 618     | 0 (não possui) |

## Resultados

### Primeira fase
- Internacional e Santos empataram no número de pontos. O posicionamento final foi determinado pelos critérios de desempate, o número de vitórias.
- Kindermann e São Paulo empataram no número de pontos. O posicionamento final foi determinado pelos critérios de desempate, o saldo de gols.
- Flamengo e Grêmio empataram no número de pontos. O posicionamento final foi determinado pelos critérios de desempate, o saldo de gols.
- Fonte: Confederação Brasileira de Futebol

### Fase final
|  | Quartas de final              | Quartas de final              | Quartas de final              | Quartas de final              |   |           | Semifinais         | Semifinais         | Semifinais         | Semifinais         |  |            | Final                          | Final                          | Final                          | Final                          |  |  |
|  | 25 de outubro a 2 de novembro | 25 de outubro a 2 de novembro | 25 de outubro a 2 de novembro | 25 de outubro a 2 de novembro |   |           | 8 a 16 de novembro | 8 a 16 de novembro | 8 a 16 de novembro | 8 a 16 de novembro |  |            | 22 de novembro e 6 de dezembro | 22 de novembro e 6 de dezembro | 22 de novembro e 6 de dezembro | 22 de novembro e 6 de dezembro |  |  |
|  |                               |                               |                               |                               |   |           |                    |                    |                    |                    |  |            |                                |                                |                                |                                |  |  |
|  | São Paulo                     | 0                             | 2                             | 2                             |   |           |                    |                    |                    |                    |  |            |                                |                                |                                |                                |  |  |
|  | Santos                        | 0                             | 0                             | 0                             |   |           |                    |                    |                    |                    |  |            |                                |                                |                                |                                |  |  |
|  | Santos                        | 0                             | 0                             | 0                             |   | São Paulo | 1                  | 1                  | 2                  |                    |  |            |                                |                                |                                |                                |  |  |
|  |                               |                               |                               |                               |   | São Paulo | 1                  | 1                  | 2                  |                    |  |            |                                |                                |                                |                                |  |  |
|  |                               | Kindermann                    | 3                             | 0                             | 3 |           |                    |                    |                    |                    |  |            |                                |                                |                                |                                |  |  |
|  | Kindermann                    | Kindermann                    | 3                             | 0                             | 3 | 3         | 1                  | 4                  |                    |                    |  |            |                                |                                |                                |                                |  |  |
|  | Kindermann                    |                               |                               |                               |   | 3         | 1                  | 4                  |                    |                    |  |            |                                |                                |                                |                                |  |  |
|  | Internacional                 | 2                             | 1                             | 3                             |   |           |                    |                    |                    |                    |  |            |                                |                                |                                |                                |  |  |
|  | Internacional                 | 2                             | 1                             | 3                             |   |           |                    |                    |                    |                    |  | Kindermann | 0                              | 2                              | 2                              |                                |  |  |
|  |                               |                               |                               |                               |   |           |                    |                    |                    |                    |  | Kindermann | 0                              | 2                              | 2                              |                                |  |  |
|  |                               | Corinthians                   | 0                             | 4                             | 4 |           |                    |                    |                    |                    |  |            |                                |                                |                                |                                |  |  |
|  | Palmeiras (p.)                | Corinthians                   | 0                             | 4                             | 4 | 2         | 0                  | 2 (4)              |                    |                    |  |            |                                |                                |                                |                                |  |  |
|  | Palmeiras (p.)                |                               |                               |                               |   | 2         | 0                  | 2 (4)              |                    |                    |  |            |                                |                                |                                |                                |  |  |
|  | Ferroviária                   | 1                             | 1                             | 2 (2)                         |   |           |                    |                    |                    |                    |  |            |                                |                                |                                |                                |  |  |
|  | Ferroviária                   | 1                             | 1                             | 2 (2)                         |   | Palmeiras | 0                  | 0                  | 0                  |                    |  |            |                                |                                |                                |                                |  |  |
|  |                               |                               |                               |                               |   | Palmeiras | 0                  | 0                  | 0                  |                    |  |            |                                |                                |                                |                                |  |  |
|  |                               | Corinthians                   | 0                             | 3                             | 3 |           |                    |                    |                    |                    |  |            |                                |                                |                                |                                |  |  |
|  | Grêmio                        | Corinthians                   | 0                             | 3                             | 3 | 0         | 1                  | 1                  |                    |                    |  |            |                                |                                |                                |                                |  |  |
|  | Grêmio                        |                               |                               |                               |   | 0         | 1                  | 1                  |                    |                    |  |            |                                |                                |                                |                                |  |  |
|  | Corinthians                   | 3                             | 2                             | 5                             |   |           |                    |                    |                    |                    |  |            |                                |                                |                                |                                |  |  |

- Em itálico, os clubes que possuem o mando de jogo no confronto. Em negrito, os vencedores.
- Este chaveamento foi adaptado para uma melhor visualização.
- Fonte: Confederação Brasileira de Futebol

## Premiação
| Campeonato Brasileiro Feminino 2020 - Série A1 |
| São Paulo                                      |
| ---------------------------------------------- |
| Corinthians Campeã (2.º título)                |

| Pos. | Nome            | Clube       |
| ---- | --------------- | ----------- |
| G    | Letícia Busatto | Corinthians |
| LD   | Bruna Calderan  | Kindermann  |
| Z    | Érika           | Corinthians |
| Z    | Agustina        | Palmeiras   |
| LE   | Tamires         | Corinthians |
| M    | Andressinha     | Corinthians |
| M    | Duda            | Kindermann  |
| M    | Gabi Zanotti    | Corinthians |
| M    | Julia Bianchi   | Kindermann  |
| A    | Carla Nunes     | Palmeiras   |
| A    | Lelê            | Kindermann  |
| T    | Arthur Elias    | Corinthians |

| Prêmio             | Nome         | Clube/Info                      |
| ------------------ | ------------ | ------------------------------- |
| Melhor jogadora    | Gabi Zanotti | Corinthians                     |
| Artilheira         | Carla Nunes  | Palmeiras                       |
| Craque da Galera   | Larissa      | Flamengo                        |
| Jogadora revelação | Jaqueline    | São Paulo                       |
| Gol Mais Bonito    | Tamires      | Jogo Corinthians 2 x 0 Flamengo |